# Autostrada A29 (Włochy)
Autostrada A29 (Autostrada Soli) (wł. Autostrada del Sale) – autostrada na Sycylii we Włoszech, łącząca Palermo z miastem Mazara del Vallo.

## Historia
Budowa autostrady rozpoczęła się w 1971 r. W 1975 oddano do użytku odcinek A29 łączący Trapani z Alcamo. Do 1980 roku Autostrada A29 ostatecznie połączyła Palermo z Mazara del Vallo.
Łączna długość autostrady wynosi około 119 kilometrów. 

## Ciekawostka
23 maja 1992 na Autostradzie A29 w okolicach Capaci mafia sycylijska (cosa nostra) podłożyła bombę, która zabiła Giovanniego Falcone, sędziego śledczego. Wraz z nim w zamachu zginęła jego żona i cała ochrona, która przebywała w jego pojeździe.